# Goin' Off
Albums de Biz Markie
The Biz Never Sleeps
(1989)
Singles
1. Make the Music with Your Mouth
Sortie : 1987
2. Vapors
Sortie : 1988

Goin' Off est le premier album studio du rappeur Biz Markie, sorti le 23 février 1988. Tous les morceaux ont été produits par Marley Marl.
L'album s'est classé 19e au Top R&B/Hip-Hop Albums et 90e au Billboard 200.

## Liste des titres
| No  | Titre                               | Contient un (des) sample(s) de | Durée |
| --- | ----------------------------------- | --- | ----- |
| 1.  | Pickin' Boogers                     | The Jam de Graham Central Station | 4:42  |
| 2.  | Albee Square Mall                   | Reach Out of the Darkness de Friend & Lover God Make Me Funky des Headhunters featuring The Pointer Sisters Ain't No Stopping Us Now (Special Disco Version) de McFadden & Whitehead | 4:43  |
| 3.  | Biz is Goin' Off                    | Double Barrel de Dave & Ansel Collins One Man Band (Plays All Alone) de Monk Higgins featuring The Specialties Love Rap de Spoonie Gee and The Treacherous Three | 4:50  |
| 4.  | Return of the Biz Dance             | Zimba Ku de Black Heat | 3:59  |
| 5.  | Vapors                              | Papa Don't Take No Mess de James Brown | 4:33  |
| 6.  | Make the Music with Your Mouth, Biz | Na Na Hey Hey Kiss Him Goodbye de Steam Ike's Mood I d'Isaac Hayes Impeach the President des Honey Drippers | 4:56  |
| 7.  | Biz Dance, Pt. 1                    | Do the Funky Penguin de Rufus Thomas | 3:38  |
| 8.  | Nobody Beats the Biz                | (Get Up I Feel LIke Being Like A) Sex Machine (Live) de James Brown Hihache du Lafayette Afro Rock Band Scratchin' du Magic Disco Machine Fly Like an Eagle du Steve Miller Band The Def Fresh Crew de Roxanne Shanté et Biz Markie Nobody Beats the Wiz de The Wiz                                              | 5:42  |
| 9.  | This Is Something for the Radio     | New Position de Prince | 5:14  |
| 10. | Cool V's Tribute to Scratching      | Ike's Mood I d'Isaac Hayes Darling Dear des Jackson Five Synthetic Substitution de Melvin Bliss Take Me to the Mardi Gras de Bob James Bouncy Lady de Pleasure What's on Your Mind (Expression) de Brass Construction My Melody d'Eric B. and Rakim Just Rhymin' With Biz de Big Daddy Kane featuring Biz Markie | 3:07  |